# Гольштейн

Графство Гольштейн на карте Священной Римской империи 1250 года.

Шлезвиг и Гольштейн

Го́льштейн (нем. Holstein [ˈhɔlˌʃtaɪn] [Хольштайн], также Голшти́ния), Гольштиния — историческая область в Германии.
Голштиния расположена в южной части федеральной земли Шлезвиг-Гольштейн. До 1945 года — южная часть провинции Шлезвиг-Гольштейн Свободного государства Пруссия и Республики Пруссия.

## История
К VIII веку западная часть будущего Гольштейна была заселена саксами, восточная — славянами-ваграми и входила в земли бодрицкого союза племён. Саксы вынуждены были в IX столетии, в 804 году, уступить часть своей территории вендам, союзникам завоевателей — франков. В 1110 году в западной части образовалось графство Гольштейн; во второй половине XII века оно подчинило и сегодняшний восточный Гольштейн.
В 1203 году Гольштейном овладела Дания. Впрочем, уже в 1225 году графы Гольштейна, поддержанные местным рыцарством, вновь оказались у власти.
В 1386 году от Дании к гольштейнским графам перешёл Шлезвиг. В XV веке влияние Дании в Гольштейне вновь усилилось. Когда гольштейнская линия графов Шауэнбургских прервалась в 1459 году, то Гольштейн и Шлезвиг перешли к королю Дании по договору, заключённому в 1460 году в Рибе.
В 1474 году Гольштейн стал герцогством в составе Священной Римской империи.
В 1544 году Гольштейн был разделён на Гольштейн-Зондербург (фактически и де-юре, существование герцогства с 1564 года) и Гольштейн-Готторп (с 1544 года). Гольштейн-Зондербург оставался во владении короля Дании и был также известен как Королевский Гольштейн; потом он стал известен как Гольштейн-Глюкштадт. Гольштейн-Готторп, также известный как Герцогский Гольштейн, был передан третьему сыну датского короля Фредерика I и его потомству.
В 1581 году произошёл вторичный раздел Шлезвиг-Голштинии между датским королем Фредериком II и его дядей Адольфом I Готторпским. К королевской линии отошли в Шлезвиге: Альзен, Фленсбург, Гадерслебен; в Голштинии: Зегеберг, Плён и некоторые монастыри; герцогской линии были отданы в Шлезвиге: Гузум, Апенраде и Тондерн; в Голштинии: Неймюнстер, Ольденбург и Фемарн. В 1582 г. король Фредерик II отдал несколько владений в Гадерслебене своему брату Гансу, сделавшемуся родоначальником Шлезвиг-Зондербургской линии. Внук его Эрнст Гюнтер (1609—1689) основал Шлезвиг-Зондербург-Августенбургскую линию, а брат его Август-Филипп сделался родоначальником Шлезвиг-Бек-Глюксбургской линии (с 1825 года называлась Голштейн-Зондербург-Глюксбургской).
В течение последующего времени Голштиния оставалась ленным владением Священной Римской империи, а Шлезвиг — датского королевства; в то же время связь между герцогствами выражалась в общем сейме и некоторых других общих учреждениях. При каждой перемене правителя дворянство требовало подтверждения нераздельности герцогств, хотя фактически оно часто нарушалось, и дворянство больше всего заботилось о сохранении своих привилегий.
Во время Тридцатилетней войны внук Адольфа I Готторпского герцог Фридрих III (1616—59) старался сохранить нейтралитет, но после поражения датского короля Кристиана IV при Луттере в 1626 году в герцогства вторглись императорские войска и опустошили их. Вскоре после вступления в управление герцогствами Фридрих III побудил шлезвиг-голштинских чинов отказаться от права избрания правителя и объявил с согласия Дании и германского императора преемство герцогской власти наследственным в его роде по праву первородства.
Дания, однако, силой оружия вернула свои суверенные права в Шлезвиге; дважды (в 1675 и в 1683 годах) датские войска изгоняли герцога из страны; примирение состоялось в 1689 году в Альтоне.
Во время Северной войны датские войска заняли (1711—1713) Шлезвиг и после заключения мира в 1720 году датский король Фредерик IV вернул герцогу Карлу Фридриху лишь его владения в Голштинии (готторпскую долю).
В 1762 году сын Карла Фридриха стал императором России под именем Петра III. Пётр III планировал напасть на Данию, чтобы вернуть Гольштейн-Готторпские владения, присоединённые к Шлезвигу.
Императрица Екатерина II в 1767 году заключила с Данией договор о союзе, подтверждённый трактатом 1773 года (так называемый Царскосельский трактат), который полностью урегулировал «готторпский вопрос». Согласно подписанному наследником российского престола Павлом (бывшим также гольштейн-готторпским герцогом) трактату, он отказывался в пользу Дании от готторпского наследства в обмен на графства Ольденбург и Дельменхорст в Северной Германии, правителем которых стал Фридрих Август I Ольденбургский. В результате весь Шлезвиг-Гольштейн вошёл в состав Дании. Официальное присоединение Голштинии к Датскому королевству было объявлено 9 сентября 1806 года. В 1815 году на Венском конгрессе герцогства Гольштейн и Саксен-Лауэнбург были оставлены в датском владении в качестве вознаграждения за отделение от Дании Норвегии, но они были признаны членами Германского союза.
После смерти короля Фредерика VII, не оставившего прямых наследников, дом Августенбургов выдвинул претензии на власть в герцогстве, что вылилось во Вторую шлезвигскую войну (1864). После войны герцогство было поделено на прусский Шлезвиг и австрийский Гольштейн. В результате произошедшей в 1866 году Германской войны Гольштейн тоже перешёл к Пруссии, и в 1868 году из бывших датских земель была сформирована провинция Шлезвиг-Гольштейн. В 1876 году в состав провинции вошёл Саксен-Лауэнбург, в 1920 году по результатам плебисцита часть Шлезвига отошла Дании, а в 1937 году к Шлезвиг-Гольштейну был присоединён Любек. С 1947 года регион является федеральной землёй Шлезвиг-Гольштейн.